# ArteEnsaio
ArteEnsaio es una editorial y productora cultural brasileña, afincada en Río de Janeiro y fundada en 1996, especializada en la producción de libros infantiles y de arte, además de otros proyectos culturales centrados en el teatro y el cine. 
En 2010 lanzó el proyecto Acredite, volviendo a la producción de un libro sobre publicidad en Brasil.